# FV430
FV430 — британская гусеничная платформа, на базе которой создан ряд специализированных боевых машин. Наиболее распространённым вариантом платформы является бронетранспортёр FV432.
FV430 представляет собой обычную гусеничную машину с леворасположенным двигателем спереди. Люк для командира находится непосредственно за водителем. В задней части располагается откидная дверца для десанта и (в большинстве моделей) круглое отверстие в крыше десантного отделения. Огневые отверстия в машине отсутствуют. FV430 обладает плавучестью и может передвигаться со скоростью 6 км/ч по воде.
Вооружение FV430, как правило, состоит из 7,62-мм пулемёта L7.

## Варианты
Варианты гусеничной платформы FV430:
| FV431        |                | опытная предсерийная модель |
| FV432 Mk I   |                | бронетранспортёр |
| FV432 Mk II  |                | бронетранспортёр |
| FV432 Mk III |                | бронетранспортёр |
| FV432        | Wombat         | вариант со 120-мм безоткатным орудием |
| FV432        | Mine Layer     | минный заградитель |
| FV432        | Command        | командно-штабная машина |
| FV432        | Mortar carrier | 81-мм самоходный миномёт |
| FV432        | Ambulance      | бронированная медицинская машина |
| FV432-20     |                | с башней от бронеавтомобиля Fox с 30-мм пушкой RARDEN                                                                                      |
| FV433        | Abbot          | 105-мм самоходная артиллерийская установка                                                                                                 |
| FV434        |                | бронированная ремонтно-эвакуационная машина                                                                                                |
| FV435        | Wavell         | бронированная машина связи |
| FV436        |                | командно-штабная машина |
| FV437        | Pathfinder     | опытная модель разведывательной машины |
| FV438        | Swingfire      | самоходный противотанковый ракетный комплекс с ракетами Swingfire                                                                          |
| FV439        |                | бронированная машина связи |
| FV430 Mk 3   | Bulldog        | модернизированный бронетранспортёр от BAE Systems с новым двигателем и навесной динамической защитой для линейных частей Британской армии. |